# Euphorbia hockii
Euphorbia hockii es una especie fanerógama perteneciente a la familia de las euforbiáceas.  Es originaria de Zaire.

## Taxonomía
Euphorbia hockii fue descrita por Émile Auguste Joseph De Wildeman y publicado en Bulletin du Jardin Botanique de l'État à Bruxelles 3: 265. 1911.
Etimología
Euphorbia: nombre genérico que deriva del médico griego del rey Juba II de Mauritania (52 a 50 a. C. - 23), Euphorbus, en su honor – o en alusión a su gran vientre –  ya que usaba médicamente Euphorbia resinifera. En 1753 Carlos Linneo asignó el nombre a todo el género.
hockii: epíteto otorgado  en honor de  Adrien Hock , recolector de ploantas en el Congo Belga.